# گروه اورینت
گروه اورینت (انگلیسی: Orient Group) شرکت خوشه‌ای چینی است، که در سال ۱۹۷۸ تأسیس شد.